# Aconitum saitoanum
Aconitum saitoanum är en ranunkelväxtart som beskrevs av Jisaburo Ohwi. Aconitum saitoanum ingår i släktet stormhattar, och familjen ranunkelväxter. Inga underarter finns listade i Catalogue of Life.